# Lupo di Bronzo
Il Lupo di Bronzo (Bronze Wolf) è la sola onorificenza attribuita dal Comitato Scout Mondiale e viene assegnata solo in riconoscimento di servizi eccellenti al movimento scout mondiale. Come suggerito dal nome, è un lupo in bronzo, portato attorno al collo mediante un nastro verde bordato di giallo. 

## Storia dell'istituzione
Nei primissimi anni dello scautismo Robert Baden-Powell donava occasionalmente un Lupo d'Argento (Silver Wolf) a Capi Scout che in qualsiasi paese avessero lavorato in modo eccellente per lo sviluppo del movimento.
Tuttavia, benché prestigioso e assegnato dal Capo Scout del mondo, il Lupo d'Argento era una decorazione dello scautismo britannico. Di conseguenza, nel 1924 il Comitato Internazionale decise di chiedere a Baden-Powell di valutare l'istituzione di una onorificenza speciale, "to be awarded on the recommendation of the International Committee for outstanding international services to the Scout Movement".
Solo nel 1932 Baden-Powell, tradizionalmente diffidente verso la proliferazione di onorificenze e distintivi, acconsentì a riaprire la questione e nel giugno 1934 accettò la richiesta.
Il 2 agosto 1935 il Comitato Internazionale, riunitosi a Stoccolma, approvò formalmente l'istituzione del Lupo di Bronzo. Inoltre, su proposta di uno dei suoi componenti, Walter H. Head, il Comitato internazionale assegnò all'unanimità il primo Lupo di Bronzo al Capo Scout del Mondo, Lord Baden-Powell of Gilwell.

## Storia delle attribuzioni
Durante i primi venti anni furono assegnati solo dodici Lupi di Bronzo. Infatti, il Comitato Internazionale aveva stabilito due criteri: 1) che l'onorificenza fosse assegnata solo per "outstanding international services" e 2) che di norma non più di due Lupi di bronzo fossero assegnati in ciascun biennio.
In seguito, data l'espansione dello scautismo nel mondo, sia come numero di associazioni nazionali sia come numero di scout, il World Scout Committee allargò i criteri, ridefinendo 1) nel senso di "outstanding services by an individual to the World Scout Movement" e 2) nel senso di un Lupo di Bronzo all'anno per ogni 2.000.000 di scout.
Oggi, il Lupo di Bronzo è ancora l'unica onorificenza assegnata dal World Scout Committee. Nel 2020, a 85 anni dalla sua istituzione, i Lupi di Bronzo assegnati sono 371.
L'unico italiano, ad oggi, ad averlo ricevuto è Mario Sica; tra gli altri insigniti vi sono naturalmente Robert Baden-Powell e sua moglie Olave Baden-Powell, fondatori del movimento scout.

## Elenco dei decorati del Lupo di Bronzo
| Ordine di assegnazione | Anno di assegnazione | Nome dell'insignito                        | Paese di provenienza                                     |
| ---------------------- | -------------------- | ------------------------------------------ | -------------------------------------------------------- |
| 1                      | 1935                 | Robert Baden-Powell                        | Regno Unito, Capo Scout del mondo                        |
| 2                      | 1937                 | Walter de Bonstetten                       | Svizzera                                                 |
| 3                      | 1937                 | Hubert S. Martin                           | Regno Unito, Organizzazione mondiale del movimento scout |
| 4                      | 1937                 | John Skinner Wilson                        | Regno Unito                                              |
| 5                      | 1949                 | Ove Holm                                   | Danimarca                                                |
| 6                      | 1951                 | Pierre Delsuc                              | Francia                                                  |
| 7                      | 1953                 | Jean Salvaj                                | Svizzera                                                 |
| 8                      | 1953                 | Sten Thiel                                 | Svezia                                                   |
| 9                      | 1953                 | Richard T. Lund                            | Regno Unito, Organizzazione mondiale del movimento scout |
| 10                     | 1955                 | Jackson Dodds                              | Canada                                                   |
| 11                     | 1955                 | Amory Houghton                             | Stati Uniti d'America                                    |
| 12                     | 1955                 | Granville Walton                           | Regno Unito                                              |
| 13                     | 1957                 | Thomas Glad Bincham                        | Regno Unito                                              |
| 14                     | 1957                 | Olave Baden-Powell                         | Regno Unito, Capo Guida del mondo                        |
| 15                     | 1957                 | Thomas Corbett                             | Regno Unito                                              |
| 16                     | 1957                 | Jens Hvass                                 | Danimarca                                                |
| 17                     | 1957                 | Salvador Fernández Beltrán                 | Cuba, Organizzazione mondiale del movimento scout        |
| 18                     | 1957                 | Herman van Voorst tot Voorst               | Paesi Bassi                                              |
| 19                     | 1959                 | William D. Campbell                        | Stati Uniti d'America                                    |
| 20                     | 1959                 | Richard Francis "John" Thurman             | Regno Unito                                              |
| 21                     | 1959                 | Jorge Bartolome Vargas                     | Filippine                                                |
| 22                     |                      | Non assegnato                              |                                                          |
| 23                     | 1960                 | Arthur A. Schuck                           | Stati Uniti d'America                                    |
| 24                     | 1961                 | Rob Lockhart                               | Regno Unito                                              |
| 25                     | 1961                 | Daniel Spry                                | Canada, Organizzazione mondiale del movimento scout      |
| 26                     | 1961                 | Juan Lainé Desombres                       | Messico                                                  |
| 27                     | 1961                 | John M. Schiff                             | Stati Uniti d'America                                    |
| 28                     | 1961                 | Michiharu Mishima                          | Giappone                                                 |
| 29                     | 1963                 | Dimetrious Alexatos                        | Grecia                                                   |
| 30                     | 1963                 | John Frederick Colquhoun                   | Regno Unito                                              |
| 31                     | 1963                 | John Durie Stewart                         | Regno Unito                                              |
| 32                     | 1965                 | Hossein Banai                              | Iran                                                     |
| 33                     | 1965                 | Gabriel A. Daza                            | Filippine                                                |
| 34                     | 1965                 | Mohamed Ali Hafez                          | Egitto                                                   |
| 35                     | 1965                 | Leslie R. Mordecai                         | Giamaica                                                 |
| 36                     | 1965                 | Clement Roy Nichols                        | Australia                                                |
| 37                     | 1965                 | Robert Sterne Thomas                       | Regno Unito                                              |
| 38                     | 1965                 | Evert Jan Hendrikus Volkmaars              | Paesi Bassi                                              |
| 39                     | 1965                 | Leslie Whateley                            | Regno Unito, Associazione mondiale guide ed esploratrici |
| 40                     | 1966                 | Ali Khalifa el-Zaidi                       | Libia                                                    |
| 41                     | 1967                 | Joseph Brunton                             | Stati Uniti d'America                                    |
| 42                     | 1967                 | Philip R. Cowan                            | Svizzera, Organizzazione mondiale del movimento scout    |
| 43                     | 1967                 | Hidesaburo Kurushima                       | Giappone                                                 |
| 44                     | 1967                 | Charles Maclean                            | Regno Unito                                              |
| 45                     | 1967                 | Demetrios A. Macrides                      | Grecia                                                   |
| 46                     | 1967                 | Guillermo R. Padolina                      | Filippine, Organizzazione mondiale del movimento scout   |
| 47                     | 1967                 | Hermengildo B. Reyes                       | Filippine                                                |
| 48                     | 1967                 | Percival Alfred Siebold                    | Regno Unito, Organizzazione mondiale del movimento scout |
| 49                     | 1967                 | Philip Alphonse Tossijn                    | Belgio                                                   |
| 50                     |                      | Non assegnato                              |                                                          |
| 51                     | 1969                 | Ali al-Dandachi                            | Siria, Organizzazione mondiale del movimento scout       |
| 52                     | 1969                 | Niels Engberg                              | Danimarca                                                |
| 53                     | 1969                 | Irving J. Feist                            | Stati Uniti d'America                                    |
| 54                     | 1969                 | Alfred W. Hurll                            | Regno Unito                                              |
| 55                     | 1969                 | Niaz M. Khan                               | Pakistan                                                 |
| 56                     | 1969                 | Lakshmi Mazumdar                           | India                                                    |
| 57                     | 1969                 | Gustavo J. Vollmer                         | Venezuela                                                |
| 58                     | 1971                 | Aziz Osman Bakir                           | Organizzazione mondiale del movimento scout              |
| 59                     | 1971                 | Yehuda Barkai                              | Israele                                                  |
| 60                     | 1971                 | Abhai Chandavimol                          | Thailandia                                               |
| 61                     | 1971                 | Antonio C. Delgado                         | Filippine                                                |
| 62                     | 1971                 | Bruce H. Garnsey                           | Australia                                                |
| 63                     | 1971                 | Charles Dymoke Green                       | Regno Unito                                              |
| 64                     | 1971                 | Odd E. Hopp                                | Norvegia                                                 |
| 65                     | 1971                 | Taizo Ishizaka                             | Giappone                                                 |
| 66                     | 1971                 | Arthur H. Johnstone                        | Sudafrica                                                |
| 67                     | 1971                 | John F. Lott                               | Stati Uniti d'America                                    |
| 68                     | 1971                 | Emile Luke                                 | Sierra Leone                                             |
| 69                     | 1971                 | Franicsco Macias Valadez                   | Messico                                                  |
| 70                     | 1971                 | Albert Abdoulaye N'Diaye                   | Senegal                                                  |
| 71                     | 1971                 | Leonard H. Nicholson                       | Canada                                                   |
| 72                     | 1971                 | Gilbert R. Pirrung                         | Stati Uniti d'America                                    |
| 73                     | 1972                 | Saburo Matsukata                           | Giappone                                                 |
| 74                     | 1973                 | Hamengkubuwono IX                          | Indonesia                                                |
| 75                     | 1973                 | Charles Celier                             | Francia                                                  |
| 76                     | 1973                 | Kingsley C. Dassenaike                     | Sri Lanka                                                |
| 77                     | 1973                 | William Harrison Fetridge                  | Stati Uniti d'America                                    |
| 78                     | 1973                 | Donald S.A. Fitz-Ritson                    | Giamaica                                                 |
| 79                     | 1973                 | Robin Gold                                 | Regno Unito                                              |
| 80                     | 1973                 | Mohamed el-Hibri                           | Libano                                                   |
| 81                     | 1973                 | Leonard F. Jarrett                         | Regno Unito, Organizzazione mondiale del movimento scout |
| 82                     | 1973                 | Elias Mendoza Habersperger                 | Perù                                                     |
| 83                     | 1973                 | Kenan H. Ng’ambi                           | Zambia                                                   |
| 84                     |                      | Non assegnato                              |                                                          |
| 85                     | 1974                 | Armando Galvez                             | Guatemala                                                |
| 86                     | 1974                 | James B. Harvey                            | Canada                                                   |
| 87                     | 1974                 | Hashim bin Abdullah                        | Malaysia                                                 |
| 88                     | 1974                 | Paul Koenig                                | Germania                                                 |
| 89                     | 1974                 | Luis Esteban Palacios                      | Venezuela                                                |
| 90                     | 1974                 | Leonidas J. Skyrianidis                    | Grecia                                                   |
| 91                     | 1974                 | Victor Steiner, Sr.                        | El Salvador                                              |
| 92                     | 1974                 | Chuan Kai Teng                             | Cina                                                     |
| 93                     | 1974                 | George F. Witchell                         | Regno Unito                                              |
| 94                     | 1975                 | Alden G. Barber                            | Stati Uniti d'America                                    |
| 95                     | 1975                 | E. Bower Carty                             | Canada                                                   |
| 96                     | 1975                 | Bernard Chacksfield                        | Regno Unito                                              |
| 97                     | 1975                 | Richard W. Darrow                          | Stati Uniti d'America                                    |
| 98                     | 1975                 | Arthur Eugster                             | Svizzera                                                 |
| 99                     | 1975                 | Emmett Harmon                              | Liberia                                                  |
| 100                    | 1975                 | Yong-Woo Kim                               | Corea del Sud                                            |
| 101                    | 1975                 | Johan Kromann                              | Danimarca                                                |
| 102                    | 1975                 | Alexander D. Paterson                      | Nuova Zelanda                                            |
| 103                    | 1975                 | Jorge Toral Azuela                         | Messico                                                  |
| 104                    | 1975                 | W. H. Ralph Reader                         | Regno Unito                                              |
| 105                    | 1975                 | Shintaro Negishi                           | Giappone                                                 |
| 106                    | 1976                 | Adolfo Aristeguieta                        | Venezuela                                                |
| 107                    | 1976                 | Dansuputra Chitra                          | Thailandia                                               |
| 108                    | 1976                 | Victor J. Clapham                          | Sudafrica                                                |
| 109                    | 1977                 | Ernest Mehinto                             | Benin                                                    |
| 110                    | 1976                 | Leonard A. Robinson                        | Regno Unito                                              |
| 111                    | 1976                 | You-hwa Shieh                              | Cina                                                     |
| 112                    | 1977                 | Bennett B. Shotade                         | Nigeria, Organizzazione mondiale del movimento scout     |
| 113                    | 1976                 | Kenneth H. Stevens                         | Regno Unito                                              |
| 114                    | 1976                 | Abdallah Zouaghi                           | Tunisia                                                  |
| 115                    | 1977                 | Edward J. Montgomery                       | Irlanda                                                  |
| 116                    | 1977                 | A. Wallace Denny                           | Canada                                                   |
| 117                    | 1977                 | Laurent Dominicé                           | Svizzera                                                 |
| 118                    | 1977                 | A. Erik Ende                               | Svezia                                                   |
| 119                    | 1977                 | Farid Karam                                | Libano                                                   |
| 120                    | 1977                 | Julio Montes T.                            | Guatemala                                                |
| 121                    | 1977                 | László Nagy                                | Svizzera, Organizzazione mondiale del movimento scout    |
| 122                    | 1977                 | John C. Parish                             | Stati Uniti d'America                                    |
| 123                    | 1977                 | J. Plaridel Silvestre                      | Filippine, Organizzazione mondiale del movimento scout   |
| 124                    | 1977                 | Akira Watanabe                             | Giappone                                                 |
| 125                    | 1978                 | Sven H. Bauer                              | Svezia                                                   |
| 126                    | 1978                 | Peter Cooke                                | Regno Unito                                              |
| 127                    | 1978                 | John M. Lioufis                            | Egitto                                                   |
| 128                    | 1978                 | J. Percy Ross                              | Canada                                                   |
| 129                    | 1978                 | Abdul Azis Saleh                           | Indonesia                                                |
| 130                    | 1978                 | James W. Sands                             | Stati Uniti d'America                                    |
| 131                    | 1978                 | Mahmoud el-Alamy                           | Marocco                                                  |
| 132                    | 1978                 | Leslie R. Mitchell                         | Regno Unito                                              |
| 133                    | 1978                 | Kourkène Medzadourian                      | Armenia                                                  |
| 134                    | 1979                 | Jorge Ma Cui                               | Filippine                                                |
| 135                    | 1979                 | Federico Diaz Legorburu                    | Venezuela                                                |
| 136                    | 1979                 | Nicolas Hosch                              | Lussemburgo                                              |
| 137                    | 1979                 | Hartmut Keyler                             | Germania                                                 |
| 138                    | 1979                 | F. O. Ogunlana                             | Nigeria                                                  |
| 139                    | 1979                 | Arthur W. V. Reeve                         | Nuova Zelanda                                            |
| 140                    | 1980                 | Ibrahim Zakaria                            | Siria                                                    |
| 141                    | 1980                 | Savvas Kokkinides                          | Cipro                                                    |
| 142                    | 1980                 | Visudharomn Kong                           | Thailandia                                               |
| 143                    | 1980                 | Henry C. Ma                                | Hong Kong                                                |
| 144                    | 1981                 | Pall Gislason                              | Islanda                                                  |
| 145                    | 1981                 | Hassan Al-Ali                              | Kuwait                                                   |
| 146                    | 1981                 | John R. Donnell                            | Stati Uniti d'America                                    |
| 147                    | 1981                 | Robbert Hartog                             | Canada                                                   |
| 148                    | 1981                 | Mansur el-Kikhia                           | Libia                                                    |
| 149                    | 1981                 | Yorihiro Matsudaira                        | Giappone                                                 |
| 150                    | 1981                 | Solomon T. Muna                            | Camerun                                                  |
| 151                    | 1981                 | Rashid Shoucair                            | Libano                                                   |
| 152                    | 1982                 | H. Eric Frank                              | Regno Unito                                              |
| 153                    | 1982                 | Jack C. K. Teng                            | Kenya                                                    |
| 154                    | 1982                 | Carlo XVI Gustavo di Svezia                | Svezia                                                   |
| 155                    | 1982                 | Marcus Wallenberg                          | Svezia                                                   |
| 156                    | 1982                 | Gamal Khashaba                             | Egitto                                                   |
| 157                    | 1982                 | Chung-Shin Chen                            | Cina                                                     |
| 158                    | 1982                 | John Beng Kiat Liem                        | Indonesia                                                |
| 159                    | 1983                 | Pierre Bodineau                            | Francia                                                  |
| 160                    | 1983                 | Kamarul Ariffin Mohamed Yassin             | Malaysia                                                 |
| 161                    | 1983                 | Robert Baden-Powell II                     | Regno Unito                                              |
| 162                    | 1983                 | H. Morrey Cross                            | Canada                                                   |
| 163                    | 1983                 | Luc M. Lacroix                             | Canada                                                   |
| 164                    | 1983                 | John L. MacGregor                          | Canada                                                   |
| 165                    | 1983                 | Charles A. Martin                          | Zimbabwe                                                 |
| 166                    | 1983                 | Mohamed H. Fhema                           | Libia                                                    |
| 167                    | 1983                 | Peter W. Hummel                            | Stati Uniti d'America                                    |
| 168                    | 1983                 | Henning Mysager                            | Danimarca                                                |
| 169                    | 1983                 | Abdullah O. Nasseef                        | Arabia Saudita                                           |
| 170                    | 1983                 | James L. Tarr                              | Stati Uniti d'America                                    |
| 171                    | 1984                 | Desmond J. Fay                             | Irlanda                                                  |
| 172                    | 1984                 | August S. Narumi                           | Giappone                                                 |
| 173                    | 1984                 | Bhethai Amatayakul                         | Thailandia                                               |
| 174                    | 1985                 | Ichiro Terao                               | Giappone                                                 |
| 175                    | 1985                 | Malek Gabr                                 | Organizzazione mondiale del movimento scout              |
| 176                    | 1985                 | William Gladstone                          | Regno Unito                                              |
| 177                    | 1985                 | William Hillcourt                          | Stati Uniti d'America                                    |
| 178                    | 1985                 | Gisle Johnson                              | Norvegia                                                 |
| 179                    | 1985                 | Edward C. Joullian III                     | Stati Uniti d'America                                    |
| 180                    | 1985                 | Helen M Laird                              | Regno Unito, Associazione mondiale guide ed esploratrici |
| 181                    | 1985                 | Mashudi                                    | Indonesia                                                |
| 182                    | 1985                 | Eugene F. Reid                             | Stati Uniti d'America                                    |
| 183                    | 1985                 | W. Charles Williams                        | Regno Unito                                              |
| 184                    | 1985                 | Jeremiah J. Kelly                          | Irlanda                                                  |
| 185                    | 1986                 | Yoshio Sakurauchi                          | Giappone                                                 |
| 186                    | 1986                 | Fawzi Farghali                             | Organizzazione mondiale del movimento scout              |
| 187                    | 1986                 | John R. Phillpot                           | Bahamas                                                  |
| 188                    | 1987                 | Ming-Huey Kao                              | Cina                                                     |
| 189                    | 1988                 | Chang-Kyun Chu                             | Corea del Sud                                            |
| 190                    | 1988                 | Franz Dunshirn                             | Austria                                                  |
| 191                    | 1988                 | Arne Lundberg                              | Svezia                                                   |
| 192                    | 1988                 | Thomas C. MacAvoy                          | Stati Uniti d'America                                    |
| 193                    | 1988                 | Mario Sica                                 | Italia                                                   |
| 194                    | 1988                 | Lakshman Singh                             | India                                                    |
| 195                    | 1988                 | Frederick Stecker                          | Stati Uniti d'America                                    |
| 196                    | 1988                 | Fritz Vollmar                              | World Scout Foundation                                   |
| 197                    | 1988                 | Marc Noble                                 | Regno Unito                                              |
| 198                    | 1988                 | Margot Bogert                              | Stati Uniti d'America                                    |
| 199                    | 1988                 | Victor Brenes                              | Costa Rica                                               |
| 200                    | 1989                 | Ken Harada                                 | Giappone                                                 |
| 201                    | 1989                 | Ezra Taft Benson                           | Stati Uniti d'America                                    |
| 202                    | 1990                 | Jim Blain                                  | Canada                                                   |
| 203                    | 1990                 | Cham Son Chau                              | Hong Kong                                                |
| 204                    | 1990                 | John R. Donnell, Jr.                       | Stati Uniti d'America                                    |
| 205                    | 1990                 | Carveth Geach                              | Sudafrica                                                |
| 206                    | 1990                 | Manzoor Ul Karim                           | Bangladesh                                               |
| 207                    | 1990                 | Wolf Kuhnke                                | Germania                                                 |
| 208                    | 1990                 | Ben H. Love                                | Stati Uniti d'America                                    |
| 209                    | 1990                 | Bunsom Martin                              | Thailandia                                               |
| 210                    | 1990                 | Teh-Li Tsui                                | Cina                                                     |
| 211                    | 1990                 | René Sibomana                              | Ruanda                                                   |
| 212                    | 1990                 | Norman S. Johnson                          | Australia                                                |
| 213                    | 1990                 | Hussein Sabry Gad El Mula                  | Egitto                                                   |
| 214                    | 1991                 | S. Gary Schiller                           | Stati Uniti d'America                                    |
| 215                    | 1991                 | Masaru Ibuka                               | Giappone                                                 |
| 216                    | 1991                 | Jos Loos                                   | Lussemburgo                                              |
| 217                    | 1992                 | Nicos Kalogeras                            | Grecia                                                   |
| 218                    | 1992                 | Ayakazu Hirose                             | Giappone                                                 |
| 219                    | 1992                 | Francisco S. Roman                         | Filippine                                                |
| 220                    | 1992                 | Thomas D. Allen                            | Stati Uniti d'America                                    |
| 221                    | 1992                 | John W.Beresford                           | Regno Unito                                              |
| 222                    | 1992                 | John A. Landau                             | Zimbabwe                                                 |
| 223                    | 1993                 | Ee Peng Liang                              | Singapore                                                |
| 224                    | 1993                 | Syed Ghous Ali Shah                        | Pakistan                                                 |
| 225                    | 1993                 | Yong-Wan Kim                               | Corea del Sud                                            |
| 226                    | 1993                 | Thomas S. Monson                           | Stati Uniti d'America                                    |
| 227                    | 1993                 | Fidel Valdez Ramos                         | Filippine                                                |
| 228                    | 1993                 | Jørgen G. Rasmussen                        | Danimarca                                                |
| 229                    | 1993                 | Anastassios Sagos                          | Grecia                                                   |
| 230                    | 1993                 | Ko Yoshida                                 | Giappone                                                 |
| 231                    | 1993                 | Sven Erik Ragnar                           | Svezia                                                   |
| 232                    | 1994                 | Muhamad Abu Hena                           | Bangladesh                                               |
| 233                    | 1994                 | Costas Constantinou                        | Cipro                                                    |
| 234                    | 1994                 | Garnet de la Hunt                          | Sudafrica                                                |
| 235                    | 1994                 | Mohammed Saleh Al Qahtani                  | Bahrein                                                  |
| 236                    | 1994                 | George I. Fairbairn                        | Nuova Zelanda                                            |
| 237                    | 1994                 | Benedetta di Danimarca                     | Danimarca                                                |
| 238                    | 1994                 | Goddanti Ranga Rao                         | India                                                    |
| 239                    | 1995                 | Roberto Dorion B.                          | Guatemala                                                |
| 240                    | 1995                 | Samih Abdel Fattah Iskandar                | Giordania                                                |
| 241                    | 1995                 | Suk-Won Kim                                | Corea del Sud                                            |
| 242                    | 1995                 | Chih-Yun Liu                               | Cina                                                     |
| 243                    | 1995                 | Frank Smith                                | Regno Unito                                              |
| 244                    | 1995                 | Fernando Soto-Hay y Garcia                 | Messico                                                  |
| 245                    | 1995                 | Giovanni di Lussemburgo                    | Lussemburgo                                              |
| 246                    | 1996                 | Benoît Blanpain                            | Belgio                                                   |
| 247                    | 1996                 | Alexander Comninos                         | Grecia                                                   |
| 248                    | 1996                 | Reginald Groome                            | Canada                                                   |
| 249                    | 1996                 | Colin Inglis                               | Sudafrica                                                |
| 250                    | 1996                 | Lars Kolind                                | Danimarca                                                |
| 251                    | 1996                 | Piet J. Kroonenberg                        | Paesi Bassi                                              |
| 252                    | 1996                 | Richard Middelkoop                         | Paesi Bassi                                              |
| 253                    | 1996                 | Luc Panissod                               | Francia, Organizzazione mondiale del movimento scout     |
| 254                    | 1996                 | Mohamed Saad el Din Sherif                 | Egitto                                                   |
| 255                    | 1996                 | Bertil Tunje                               | Svezia                                                   |
| 256                    | 1996                 | Shoei-Yun Wu                               | Cina                                                     |
| 257                    | 1997                 | Billy P.C. Goh                             | Singapore                                                |
| 258                    | 1997                 | Gilberth Gonzalez U.                       | Costa Rica                                               |
| 259                    | 1997                 | Salomon Matalon                            | Francia                                                  |
| 260                    | 1997                 | Jere Ratcliffe                             | Stati Uniti d'America                                    |
| 261                    | 1997                 | Sumon Samasarn                             | Thailandia                                               |
| 262                    | 1997                 | Abdoulaye Sar                              | Senegal, Organizzazione mondiale del movimento scout     |
| 263                    | 1997                 | Daniel Oscar Tagata                        | Perù                                                     |
| 264                    | 1998                 | Baldur Hermans                             | Germania                                                 |
| 265                    | 1998                 | Kim Chong-Hoh                              | Corea del Sud                                            |
| 266                    | 1998                 | Sutham Phanthusak                          | Thailandia                                               |
| 267                    | 1998                 | Fayeq Hamdi Tahboub                        | Palestina                                                |
| 268                    | 1998                 | Teiji Takemiya                             | Giappone                                                 |
| 269                    | 1998                 | Geoffrey Wheatley                          | Canada                                                   |
| 270                    | 1998                 | Morris Zilka                               | Israele                                                  |
| 271                    | 1998                 | Nicolas Ambroise Ndiaye                    | Senegal                                                  |
| 272                    | 1998                 | Betty Clay                                 | Regno Unito                                              |
| 274                    | 1999                 | Vladimir B. Lomeiko                        | Bielorussia                                              |
| 273                    | 1999                 | Mateo Jover                                | Organizzazione mondiale del movimento scout              |
| 275                    | 1999                 | Malick M’Baye                              | Senegal                                                  |
| 276                    | 1999                 | Jack McCracken                             | Canada                                                   |
| 277                    | 1999                 | Park Kun-Bae                               | Corea del Sud                                            |
| 278                    | 1999                 | Arthur Francis Small                       | Nuova Zelanda                                            |
| 279                    | 1999                 | Mohamed Bin Ali Triki                      | Tunisia                                                  |
| 280                    | 1999                 | Jacques Moreillon                          | Svizzera, Organizzazione mondiale del movimento scout    |
| 281                    | 1999                 | Neil M. Westaway                           | Australia                                                |
| 282                    | 2000                 | Ivo Stern Becka                            | Messico                                                  |
| 283                    | 2000                 | Abdelaziz Drissi-Kacemi                    | Marocco                                                  |
| 284                    | 2000                 | Herman Hui                                 | Hong Kong                                                |
| 285                    | 2000                 | Paula Peláez G.                            | Cile                                                     |
| 286                    | 2000                 | Mostafa Salem                              | Libia                                                    |
| 287                    | 2001                 | Robert Wilmes                              | Francia                                                  |
| 288                    | 2001                 | Stewart John Hawkins                       | Regno Unito                                              |
| 289                    | 2001                 | A. Geoffrey Lee                            | Australia                                                |
| 290                    | 2002                 | Aly Aly El-Moursy                          | Egitto                                                   |
| 291                    | 2002                 | Kim Kyu-Young                              | Organizzazione mondiale del movimento scout              |
| 292                    | 2002                 | Jiri Navratil                              | Repubblica ceca                                          |
| 293                    | 2002                 | Philippe Pijollet                          | Organizzazione mondiale del movimento scout              |
| 294                    | 2002                 | William George Wells                       | Australia                                                |
| 295                    | 2003                 | Garth Morrison                             | Regno Unito                                              |
| 296                    | 2003                 | Chao, Shou-Po                              | Cina                                                     |
| 297                    | 2003                 | Manuel Pinto                               | Uganda                                                   |
| 298                    | 2003                 | Yapo Léonard Offoumou                      | Costa d'Avorio                                           |
| 299                    | 2004                 | Richard Burdick                            | Stati Uniti d'America                                    |
| 300                    | 2004                 | Fujio Imada                                | Giappone                                                 |
| 301                    | 2004                 | Patrick Lyon D’Andrimont                   | Cile                                                     |
| 302                    | 2004                 | Jack Sinclair                              | Canada                                                   |
| 303                    | 2004                 | Costas Tsantilis                           | Grecia                                                   |
| 304                    | 2005                 | Mohamed Afilal                             | Marocco                                                  |
| 305                    | 2005                 | Saiful Islam Khan                          | Bangladesh                                               |
| 306                    | 2005                 | Christos Lygeros                           | Grecia                                                   |
| 307                    | 2005                 | Anthony Thng Bock Hoh                      | Singapore                                                |
| 308                    | 2005                 | Gerald J. Voros                            | Stati Uniti d'America                                    |
| 309                    | 2006                 | David Bull                                 | Regno Unito                                              |
| 310                    | 2006                 | Klaus Jacobs                               | Svizzera                                                 |
| 311                    | 2006                 | Bhumibol Adulyadej                         | Thailandia                                               |
| 312                    | 2007                 | Kirsty M. Brown                            | Australia                                                |
| 313                    | 2007                 | Henry R. Hall                              | Regno Unito                                              |
| 314                    | 2007                 | Toby Takemichi Suzuki                      | Giappone                                                 |
| 315                    | 2008                 | William Cockcroft                          | Regno Unito                                              |
| 316                    | 2008                 | William F. Cronk                           | Stati Uniti d'America                                    |
| 317                    | 2008                 | Lalit Mohan Jain                           | India                                                    |
| 318                    | 2008                 | Yongyudh Vajaradul                         | Thailandia                                               |
| 319                    | 2009                 | Ahmed Abd Ellatif                          | Egitto                                                   |
| 320                    | 2009                 | Eberhard von Koerber                       | Svizzera                                                 |
| 321                    | 2009                 | Dominique Bénard                           | Francia                                                  |
| 322                    | 2010                 | Philippe Da Costa                          | Francia                                                  |
| 323                    | 2010                 | Howard Kilroy                              | Irlanda                                                  |
| 324                    | 2010                 | Katsura Kuno                               | Giappone                                                 |
| 325                    | 2010                 | Wayne Perry                                | Stati Uniti d'America                                    |
| 326                    | 2010                 | Derek Pollard                              | Regno Unito                                              |
| 327                    | 2010                 | John Ravenhall                             | Australia                                                |
| 328                    | 2010                 | Alexander Wong                             | Hong Kong                                                |
| 329                    | 2011                 | Fathy Farghali                             | Svizzera, Organizzazione mondiale del movimento scout    |
| 330                    | 2011                 | David Huestis                              | Canada                                                   |
| 331                    | 2011                 | Thijs Stoffer                              | Paesi Bassi                                              |
| 332                    | 2011                 | Abd Allah dell'Arabia Saudita              | Arabia Saudita                                           |
| 333                    | 2011                 | Fayṣal bin Abd Allāh bin Moḥammed Āl Saʿūd | Arabia Saudita                                           |
| 334                    | 2012                 | Habibul Alam                               | Bangladesh                                               |
| 335                    | 2012                 | Georges El-Ghorayeb                        | Libano                                                   |
| 336                    | 2012                 | Zuhair Ghunaim                             | Arabia Saudita                                           |
| 337                    | 2012                 | Yoritake Matsudaira                        | Giappone                                                 |
| 338                    | 2012                 | Maggie Shaddick                            | Canada                                                   |
| 339                    | 2012                 | Scott Teare                                | Stati Uniti d'America                                    |
| 340                    | 2012                 | Derek Twine                                | Regno Unito                                              |
| 341                    | 2013                 | Abdullah Rasheed                           | Maldive, Organizzazione mondiale del movimento scout     |
| 342                    |                      | Rifiutato                                  |                                                          |
| 343                    | 2014                 | Mario Diaz Martinez                        | Spagna                                                   |
| 344                    | 2015                 | Thérèse Bermingham                         | Irlanda                                                  |
| 345                    | 2015                 | Christian Larcher                          | Francia                                                  |
| 346                    | 2015                 | Alain Silberstein                          | Francia                                                  |
| 347                    | 2016                 | Amos Ilani                                 | Israele                                                  |
| 348                    | 2016                 | Sultan III bin Muhammad al-Qasimi          | Emirati Arabi Uniti                                      |
| 349                    | 2016                 | Marc Lombard                               | Svizzera                                                 |
| 350                    | 2016                 | Shree Ram Lamichhane                       | Nepal                                                    |
| 351                    | 2016                 | John May                                   | Regno Unito                                              |
| 352                    | 2016                 | John Neysmith                              | Canada                                                   |
| 353                    | 2016                 | Christos Papageorgiou                      | Grecia                                                   |
| 354                    | 2017                 | Wahid Labidi                               | Tunisia                                                  |
| 355                    | 2017                 | Reiko Suzuki                               | Giappone                                                 |
| 356                    | 2017                 | Kent Clayburn                              | Stati Uniti d'America                                    |
| 357                    | 2017                 | Mohamad Effendy Rajab                      | Singapore                                                |
| 358                    | 2017                 | Siegfried Weiser                           | Germania                                                 |
| 359                    | 2017                 | Winston Adams                              | Sudafrica                                                |
| 360                    | 2017                 | Jonathan How                               | Regno Unito                                              |
| 361                    | 2017                 | Melissa Martins Casagrande                 | Brasile                                                  |
| 362                    | 2018                 | Mari Nakano                                | Giappone                                                 |
| 363                    | 2017                 | João Armando Gonçalves                     | Portogallo                                               |
| 364                    | 2018                 | Karin Ahlbäck                              | Finlandia                                                |
| 365                    | 2018                 | Ian Langford-Brown                         | Australia                                                |
| 366                    | 2018                 | Brigitte Therivel                          | Stati Uniti d'America                                    |
| 367                    | 2018                 | Laila Almeldeen                            | Egitto                                                   |
| 368                    | 2018                 | Jejomar Cabauatan Binay                    | Filippine                                                |
| 369                    | 2019                 | Daniel Ownby                               | Stati Uniti d'America                                    |
| 370                    | 2019                 | Paul Parkinson OAM                         | Australia                                                |
| 371                    | 2019                 | Anne Whiteford                             | Regno Unito                                              |